# 中國白銀集團
中國白銀集團有限公司，簡稱中國白銀集團（英語：China Silver Group Limited，港交所：0815），於2002年由陳萬天（董事會主席）創立名為「江西龍天勇有色金屬有限公司」。
首席執行官為宋建文，總部位於中國江西省吉安市永豐縣工業園西區，主要業務於中國和全球經營銷售及生產銀錠，同時經營回收及精煉其他金屬產品。
招股價為1.18至1.68港元之間，而全球發行為1.588億股，而集資額為2.271億港元，在2012年12月28日於港交所主板上市。
2018年2月28日由中國白銀(00815)分拆的內地線上珠寶零售商金貓銀貓集團(1815)今日起至3月5日公開招股，計劃全球發行1.94億股，當中一成在港公開發售。招股價介乎2.28元至3.28元，集資最多6.685億元，以每手1,000股計，入場費約為3,313.05元

## 連結
- ChinaSilver.hk（页面存档备份，存于）